# L'Atelier, quai Saint-Michel
L'Atelier, quai Saint-Michel est un tableau du peintre français Henri Matisse réalisé en 1916. De format vertical, cette huile sur toile représente l'intérieur de l'atelier de l'artiste quai Saint-Michel, à Paris. Une femme nue y est allongée sur une couche non loin d'une fenêtre qui donne une vue sur le pont Saint-Michel, sur la Seine. Acquise en 1940, l'œuvre est conservée au sein de la Phillips Collection, à Washington, aux États-Unis.